# 陈尧信
陈尧信，浙江仁和（今浙江杭州）人，是一名清朝政治人物。监生出身。
陈尧信曾于1718年接替李灏任娄县知县一职，1720年由刘文彬接任。